# Gyeplabda
A gyeplabda (régiesen: gyephockey, angolul field hockey) olimpiai csapatjáték, amelyet két 11 fős csapat (egy kapus és 10 mezőnyjátékos) játszik egymás ellen. A játék célja, hogy a játékosok a speciális ütővel a labdát az ellenfél kapujába juttassák. A mezőnyjátékosok csak az ütővel érhetnek a labdához.
Az olimpiákon a játék szabadtéri – alap – változatát játsszák, ezenkívül létezik a játék teremben játszott változata is.

## Története
A gyeplabda Angliából származik, ahol a 19. század közepén kezdték ezt a sportot űzni. Angliából hamarosan elkerült a brit gyarmatokra. Az európai kontinensen azonban csak az 1900-as évek elején kezdték el kultiválni az Angliához legközelebb eső államokban, mint Franciaországban, Belgiumban, Hollandiában és Németországban.
A gyephockey Magyarországon aránylag későn vert gyökeret. A kezdeményezés a Magyar Athlétikal Club érdeme, amelynek pályáján az 1908. év tavaszán, a klubnak jéghockeyt (bandy) űző tagjai próbálkoztak először ezzel a sportággal; ugyanezen év tavaszán bemutató mérkőzésre meghívták a bécsi cs. és kir. konzuli Akadémia, valamint a Wiener Athletiksport Club csapatait.

## A játéktér

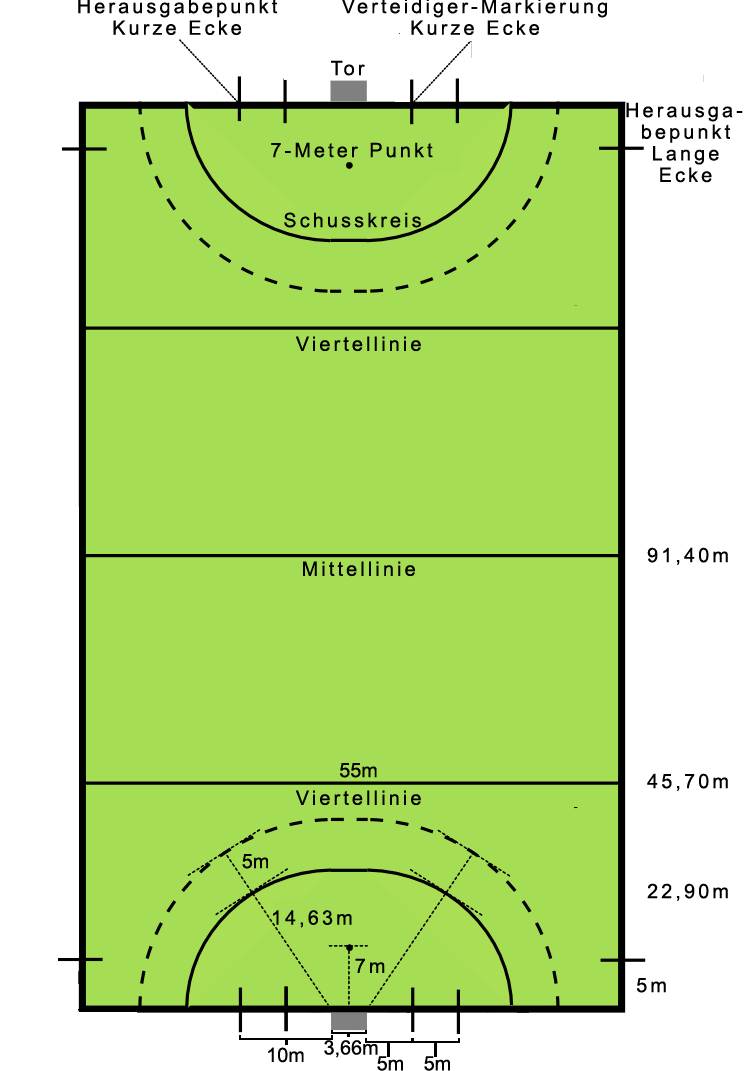

A szabadtéri gyeplabda játéktere 91,4 méter hosszú, és 55 méter széles, ami középvonallal, és két negyedvonallal hosszában négy részre osztott. A kaputól egy 14,63 méter sugarú félkör található ezen belül pedig a kaputól 6,475 méterre egy pont, a büntetőpont. A kaputól két oldalra 5-5 méterenként két-két, az alapvonalra merőleges vonal található. A pálya talaja általában műfű.

## A játékosok
A szabadtéri gyeplabdát 11 játékos – 10 mezőnyjátékos és egy kapus – játssza. A kapus fejvédőt, kéz- és lábvédőt visel. A mezőnyjátékosok kézvédőt, fogvédőt és sípcsontvédőt viselhetnek. A gyeplabdában, a kézilabdához hasonlóan, folyamatosan lehet cserélni.

## A játék felszerelése
A gyeplabda jellegzetes eszköze az ütő. Az ütő egy nyélből és egy, a bal oldalán lapos, hajlított fejből áll. Fontos, hogy ellentétben a jégkoronggal, nincsen külön jobbkezes és balkezes ütő. A labdához kizárólag az ütő lapos oldalával lehet hozzáérni. Az ütőnek át kell férnie egy 51 milliméter belső átmérőjű karikán
A labda gömbölyű, kerülete 224 és 235 milliméter között lehet, súlya 156 és 163 gramm közötti. Bármilyen anyagból készülhet.

## A mérkőzés
A szabadtéri gyeplabda játékideje kétszer 35 perc, 5 perc szünettel. A labdához a mezőnyjátékosok kizárólag az ütővel, annak is a lapos felével érhetnek. A kapus a labdához bármely testrészével hozzáérhet, sőt azt rúghatja is, megfognia, vagy ráfeküdnie azonban nem szabad. A labdát teremben a kapura lövést leszámítva nem szabad megemelni, műfüvön is csak akkor, ha az nem veszélyezteti a játékosok testi épségét. A játékos csak akkor szerelhet, ha abban a helyzetben van, hogy ezt a másik játékos testének érintése nélkül megteheti.
A szabályok megszegéséért csak akkor jár büntetés, ha a másik csapat a szabályszegéssel hátrányba került. Szabadütést kell ítélni a körön kívül elkövetett szabálytalanságok miatt. Büntető kornert kell ítélni a körön belüli, de nem gólt megakadályozó szabálytalanságért, illetve a saját 22-es vonalon belül elkövetett szándékos szabálytalanságért. Büntető korner esetén a támadó csapat egyik játékosa az alapvonal egy pontjáról középre a vonalon kívül elhelyezkedő játékoshoz adja be a labdát. A védekező csapat legfeljebb öt játékosa az alapvonal mögött helyezkedik el. A beadás pillanatában ők berohanva megpróbálják megakadályozni a középről érkező lövést. Büntetőlövést kell ítélni akkor, ha a védekező játékos a körön belül szabálytalanul góllövést akadályoz meg, illetve ha a körön belül egy olyan támadójátékossal szemben követnek el szándékos szabálytalanságot, aki a labdát birtokolta, vagy lehetősége volt megjátszani azt.
A mérkőzést az a csapat nyeri, amelyik több gólt üt. Gólt kizárólag a kapu előtti félkörön belülről lehet elérni.

## Fontosabb versenyek
A legfontosabb esemény az olimpia. Első alkalommal az 1908. évi nyári olimpiai játékokon, Londonban volt programban, a nők először 1980-ban, Moszkvában szerepeltek. A legtöbb aranyérmet összesítve, és a férfiak között India szerezte eddig – nyolcat –, míg a nők között Ausztrália és Hollandia vezet holtversenyben három aranyéremmel. A Londoni olimpián (csak úgy mint Pekingben) a férfiaknál Németország, a nőknél Hollandia nyert. Bár sokáig India és Pakisztán volt a sportág két vezető hatalma, az utóbbi időben az európai országok erőteljes előretörése figyelhető meg. Világbajnokságot négy-, Európa-bajnokságot kétévente rendeznek.